# 审美距离
审美距离（：Aesthetic Distance），又称“心理距离”。瑞士著名美学家、心理学家E·布劳提出的美学理论。19世纪德国美学家R·费歇尔曾说：“我们只有隔着一定的距离才能看到美，距离本身能美化一切。”但是，布劳所谓审美距离既不是空间距离，也不是时间距离，而是心理距离，即指审美主体与对象在实用性、具体性方面的一种心理间隔。心理距离使主体摆脱现实的利害和欲望，而着重于对象形象的观赏。这样，物我关系即由实用的转变为审美的。这种距离被布劳当作美感的主要特征，甚至当作美学的原理，例如海上乘船遇雾，如果将自身安危置之度外，即与海雾保持心理距离，就可尽情欣赏海雾的奇观。
布劳还对“心理距离”提出了“距离的矛盾”、“距离的变化”、“距离的极限”等补充和限制。他强调距离不能太远，也不能太近。太远谓之“超距”(over-distance)，它完全排除主体个人的愿望和爱好，使主体与对象毫不相关，因而主体不能发生美感。太近谓之“差距” (under-dis-tance)，它又使实用的动机压倒了美感。距离太远或太近，都会使距离消失。这距离的消失点称为“距离极限”。
由于距离既因人而异，又因对象的特性而异，所以，“距离极限”同样也是变化的。总之，布劳以心理距离来规定和解释美感现象，从一个特定的角度讨论了美感发生的条件。但是，美感虽是一种心理现象，却是与美相关的一种特殊的心理现象。布劳回避对于美及其规律的研究，回避美感与美的关系问题，也就回避了美感的根本问题，不可能正确揭示美感的主要特征。他关于非功利的纯粹美感的设想，并不完全合乎美感的实际。从而对于怎样的距离才是适当的，也只能作出含混的回答。布劳的这个理论是在他1912年发表的一篇论文中提出来的，论文题为《作为一个艺术中之要素与美学原理的“心理距离”》。在戏剧上，审美距离指观众不应混淆舞台表演与现实世界的距离。例如不应该真正去憎恨扮演土匪的演员。布莱希特称这种规则为疏远化。审美距离的存在并不排除观众方面出现某种“对号入座”的现象。 